# Diète du grand-duché de Lituanie
Le Seimas (Sejm, Sojm, biélorusse : Сойм) était un des premiers parlements du grand-duché de Lituanie. 
Il a été actif de 1445 à 1569, année de son abolition officielle par l'union de Lublin. Le Seimas était un rassemblement irrégulier de la noblesse lituanienne (en), convoqué à la demande du grand-duc ou lors d'un interrègne par le Conseil des lords lituanien (en) (un premier gouvernement). Les réunions duraient généralement une ou deux semaines. Le Seimas est passé progressivement d’une réunion des plus puissants magnats à une institution législative à part entière représentant toute la noblesse. Le Seimas n'était pas le principal acteur politique, car il avait été éclipsé par le Conseil des lords. L'union de Lublin a créé un nouvel État, la république des Deux Nations, et a rejoint le Seimas de Lituanie avec le Sejm de Pologne pour former la Diète de la République polono-lituanienne. Cependant, le Seimas a continué à se réunir sous le nom de Convocation lituanienne. Au total, il y a eu 40 Seimas et 37 Convocations. 

## Histoire
| Nombre de réunions du Seimas       | Nombre de réunions du Seimas | Nombre de réunions du Seimas |
| Règne                              | Emplacement                  | Nombre de fois               |
| ---------------------------------- | ---------------------------- | ---------------------------- |
| Casimir IV Jagellon (1440-1492)    | Vilnius                      | 7                            |
| Casimir IV Jagellon (1440-1492)    | Brest                        | 4                            |
| Casimir IV Jagellon (1440-1492)    | Hrodna                       | 2                            |
| Casimir IV Jagellon (1440-1492)    | Navahradak                   | 1                            |
| Alexandre Ier Jagellon (1492–1506) | Vilnius                      | 3                            |
| Sigismond Ier le Vieux (1506-1548) | Vilnius                      | 13                           |
| Sigismond Ier le Vieux (1506-1548) | Brest                        | 4                            |
| Sigismond Ier le Vieux (1506-1548) | Hrodna                       | 1                            |
| Sigismond Ier le Vieux (1506-1548) | Navahradak                   | 1                            |
| Sigismond II Auguste (1548-1564)   | Vilnius                      | 3                            |
| Sigismond II Auguste (1548-1564)   | Minsk                        | 1                            |
| Total                              | Total                        | 40                           |

Les premières traces de grandes réunions de noblesse se trouvent dans le traité de Salynas de 1398 et l’Union de Horodło de 1413. On pense que le premier Seimas s'est réuni à Hrodna en 1445 lors de discussions entre Casimir IV Jagiellon et le Conseil des lords. L'influence de la noblesse ne cessa de croître lorsque les privilèges de Casimir libéraient les veldamas (en), paysans dépendants, de leurs impôts à l'État. Cela signifiait une augmentation significative des revenus de la noblesse. Alors que les guerres moscovites-lituaniennes sévissaient presque continuellement dans le pays entre 1492 et 1582, le Grand-Duc avait besoin de plus de recettes fiscales pour financer l'armée et devait appeler plus souvent le Seimas. En échange de sa coopération, la noblesse a exigé divers privilèges, notamment le renforcement du Seimas. 
Au début, le Seimas n'avait pas le pouvoir législatif. Il peut débattre des affaires étrangères et intérieures, des impôts, des guerres, du budget de l'État. Au début du XVIe siècle, le Seimas a acquis certains pouvoirs législatifs. Le Seimas peut demander au grand-duc d’adopter certaines lois. Le duc accédait généralement à la demande car il avait besoin du soutien et de la coopération de la noblesse. Au début, les membres du Seimas étaient des membres du Conseil des lords et de hauts fonctionnaires. Peu à peu, tous les nobles intéressés pouvaient assister aux réunions. Aucune invitation n'était nécessaire pour y assister. Au fur et à mesure que l'importance du Seimas augmentait, des nobles de régions plus éloignées ont commencé à élire des représentants de leurs districts et à les envoyer à la réunion. Cependant, le Seimas était dominé par les magnats car ils étaient beaucoup plus actifs politiquement alors que les nobles étaient plus des observateurs passifs. Cependant, peu à peu les nobles ont compris que le Seimas leur donnait le pouvoir de bloquer de nouvelles taxes et, au milieu du XVIe siècle, ils ont commencé à exiger davantage de privilèges. Ainsi, le Seimas est passé d'un instrument politique contrôlé par un magnat à une représentation de tous les nobles. Ce changement a été influencé par un mouvement similaire en Pologne. 
Des réformes majeures ont été menées entre 1564 et 1566, juste avant l’Union de Lublin. Selon le deuxième statut de la Lituanie (en), le Seimas a acquis tous les pouvoirs législatifs. Il était composé de deux chambres : la chambre haute, appelée Sénat, était l'équivalent de l'ancien Conseil des lords et la chambre basse était composée de représentants de chaque district de l'État. Plus aucun membre de la noblesse ne pouvait participer : chacun des 28 powiats ne pouvait envoyer que deux délégués. Cela a commencé une tradition du Seimas local (appelé seimelis) d'élire les représentants. 
Lorsque le Seimas distinct pour la Lituanie a été officiellement aboli en 1569, il a adopté le nom de convocation lituanienne et a continué à se réunir jusqu'aux partages de la Pologne en 1795. Il a débattu de questions concernant le grand-duché de Lituanie ou a tenté d'établir une position commune entre les délégués lituaniens avant de partir pour le Sejm du Commonwealth. Les convocations ont conservé les structures de base (chambres haute et basse) et les procédures du Seimas : chaque powiat ne peut envoyer que deux représentants. Les convocations ont été convoquées par le grand-duc, qui a également ratifié ses décisions et les a incluses dans les livres de loi officiels.